# Tai biến tự nhiên
Tai biến tự nhiên là một mối đe dọa của các sự kiện xảy ra một cách tự nhiên mà nó có những tác động tiêu cực đến con người hoặc môi trường. Một số tai biến tự nhiên có quan hệ qua lại với nhau như động đất có thể gây ra sóng thần và hạn hán có thể dẫn đến nạn đói một cách trực tiếp. Một ví dụ cụ thể giữa tai biến tự nhiên và thảm họa tự nhiên là trận động đất San Francisco 1906 là một thảm họa, mặc dù các trận động đất là dạng tai biến. Tai biến tự nhiên có thể trở thành thảm họa tự nhiên khi nó ảnh hưởng lớn tới con người, thường với số lượng tử vong lớn hơn 10, bị thương trên 100, và gây thiệt hại 100,000 USD.

Mô phỏng trên máy tính vụ lở đất ở San Mateo County, California (USA), Jan 1997

## Các tai biến địa chất

### Động đất
Động đất là một hiện tượng giải phóng năng lượng dự trữ một cách đột ngột ở dạng sóng địa chấn. Tại bề mặt Trái Đất, các trận động đất có thể thể hiện bởi các rung động hoặc chuyển dịch mặt đất và đôi khi gây ra sóng thần. Hầu hết các trận động đất trên thế giới (90%, và 81% các trận động đất lớn) diễn ra trên phạm vi 40.000 km thuộc khu vực dạng móng ngựa được gọi là vành đai địa chấn Thái Bình Dương hay còn được gọi là vành đai lửa Thái Bình Dương. Nhiều trận động đất diễn ra hàng ngày, một ít trong số đó đủ lớn để gây ra các thiệt hại đáng kể.

### Lahar
Lahar là một kiểu thảm họa tự nhiên liên quan mật thiết với phun trào núi lửa, và liên quan đến một lượng lớn các vật liệu bao gồm bùn, đá, và tro trượt xuống sườn của núi lửa với tốc độ nhanh. Các dòng này có thể phá hủy toàn bộ thị trấn trong vài giây và giết chết hàng ngàn người.

### Tuyết lở
Tuyết lở là một tai biến liên quan sự trượt các khối tuyết lớn xuống sườn núi, là một trong những nguy hiển chính thường xuất hiện ở vùng núi vào mùa đong. Tuyết lở là một ví dụ của sự trượt do trọng lực của các vật liệu dạng hạt. Trong một vụ tuyết lở, có rất nhiều vật liệu hoặc hỗn hợp các loại vật liệu khác nhau rơi hoặc trượt dưới tác dụng của trọng lực. Tuyết lở thường được phân loại bởi những gì chúng cấu tạo nên.

### Lở đất
Lở đất (Landslide) là là một hiện tượng địa chất bao gồm một loạt các chuyển động của khối đất, như đá rơi, sụp sườn núi và lũ bùn đá,... Sạt lở đất có thể xảy ra trên đất liền, ven biển hay ngoài khơi. 
Thông thường một mái dốc ở trạng thái ổn định tương đối. Do tác động dần dần của phong hóa (nước làm mềm đất) hay kiến tạo (khe nứt phát triển), thì liên kết của mái dốc vào khối chính không thắng nổi trọng lực, dẫn đến lở. Tại miền núi lở đất hay xảy ra vào mùa mưa hay tuyết tan, và có thể tạo ra lũ bùn đá..

### Hố sụt
Hố sụt, thường được truyền thông gọi là hố địa ngục hay hố tử thần, là hố sinh ra do sự sụt lún đất đá trên bề mặt khi đất bên dưới bị làm rỗng dần dần đến mức không còn đủ liên kết để đỡ các khối đất đá bên trên . Thông thường tại vùng xảy ra sụt đất thường có cấu trúc địa chất đặc thù, và quá trình làm rỗng đất đá là một vận động lâu dài, nhưng sự kiện sụt đất thì diễn ra bất ngờ . Nơi thường xảy ra hố sụt là vùng đá vôi có phát triển hang tự nhiên như karst, hay hang do con người tạo ra khi khai khoáng, hoặc các đường dẫn nước bị vỡ.
Hố có thể có dạng tròn hoặc không chuẩn, kích thước ngang và độ sâu từ vài mét đến vài trăm mét. Chúng gây nguy hiểm cho con người và các công trình xây dựng, nên gây sự chú ý và được đặt nhiều tên gọi.

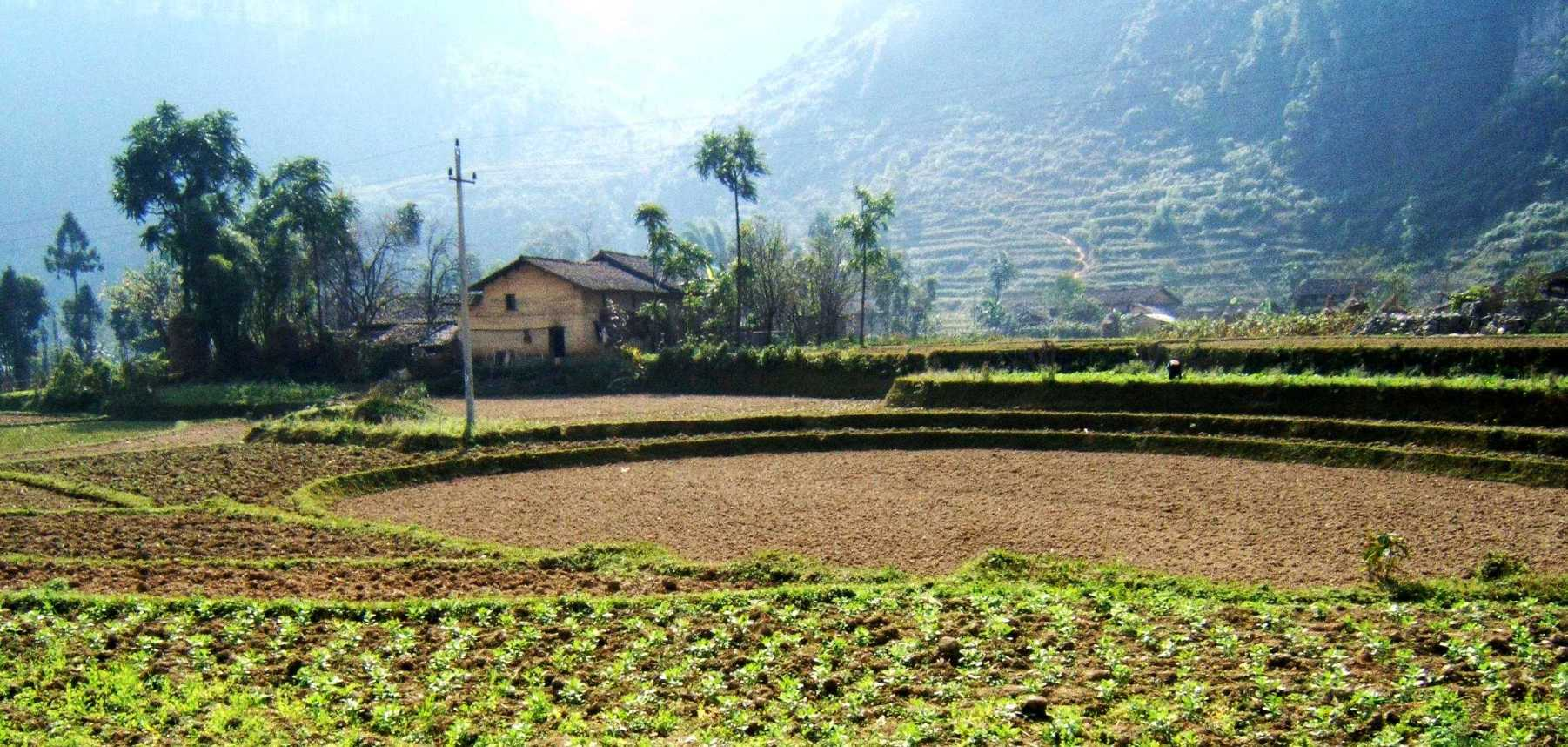
Hố sụt cổ do karst ở xã Phố Cáo, Hà Giang, Việt Nam.
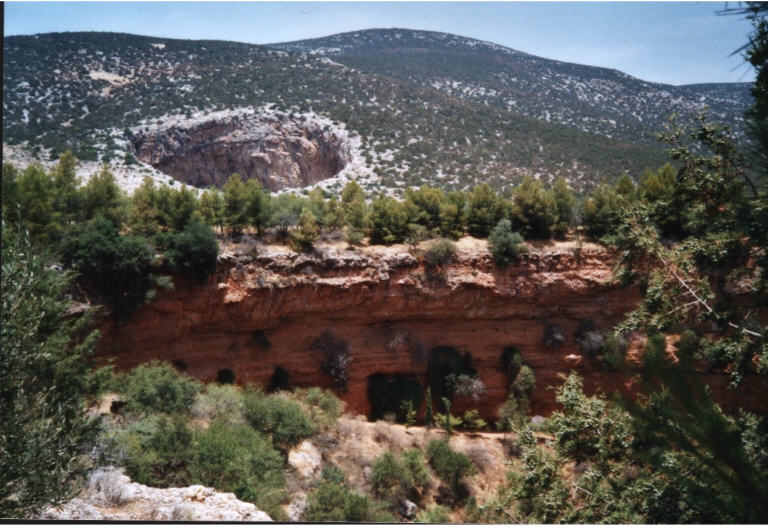
Hai hố sụt ở Dídyma, Ermionida, Hy Lạp.
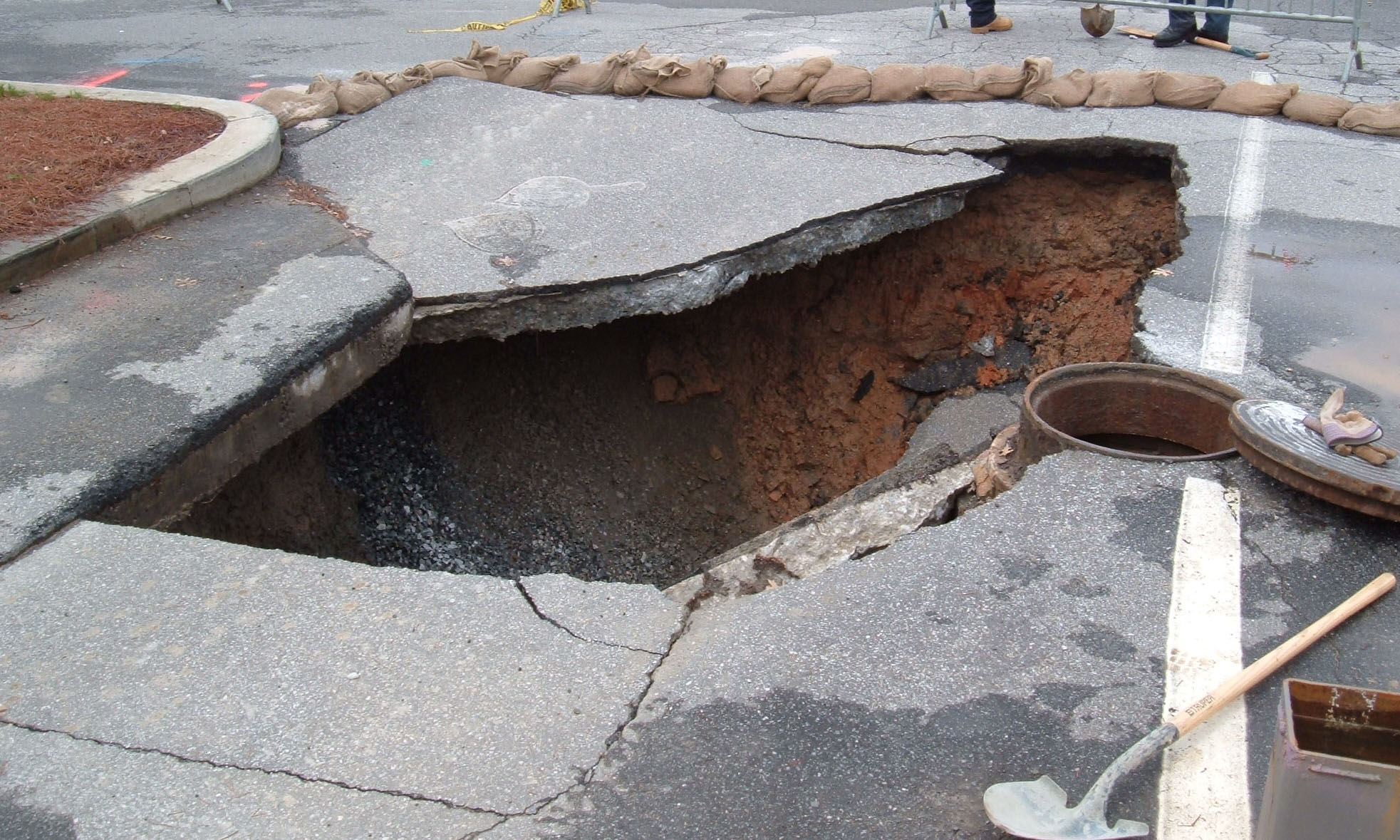
Hố sụt ở đường do nước mưa rò rỉ rửa trôi đất.